# Джонсборо (Луїзіана)
Джонсборо (англ. Jonesboro) — місто (англ. town) в США, в окрузі Джексон штату Луїзіана. Населення — 4106 осіб (2020).

## Географія
Джонсборо розташоване за координатами 32°14′1″ пн. ш. 92°42′39″ зх. д. / 32.23361° пн. ш. 92.71083° зх. д. (32.233496, -92.710729).  За даними Бюро перепису населення США в 2010 році місто мало площу 12,69 км², з яких 12,54 км² — суходіл та 0,15 км² — водойми.

## Демографія
Згідно з переписом 2010 року, у місті мешкали 4704 особи в 1573 домогосподарствах у складі 1003 родин. Густота населення становила 371 особа/км².  Було 1852 помешкання (146/км²).
Расовий склад населення:
| - 55,5 % — чорних або афроамериканців - 42,7 % — білих - 0,3 % — азіатів - 0,1 % — корінних американців |

До двох чи більше рас належало 1,2 %. Частка іспаномовних становила 0,8 % від усіх жителів.
За віковим діапазоном населення розподілялося таким чином: 22,2 % — особи молодші 18 років, 62,8 % — особи у віці 18—64 років, 15,0 % — особи у віці 65 років та старші. Медіана віку мешканця становила 34,7 року. На 100 осіб жіночої статі у місті припадало 118,0 чоловіків;  на 100 жінок у віці від 18 років та старших — 123,0 чоловіків також старших 18 років.
Середній дохід на одне домашнє господарство  становив 31 597 доларів США (медіана — 20 156), а середній дохід на одну сім'ю — 38 652 долари (медіана — 22 100). Медіана доходів становила 38 831 долар для чоловіків та 22 772 долари для жінок. За межею бідності перебувало 50,4 % осіб, у тому числі 66,6 % дітей у віці до 18 років та 15,3 % осіб у віці 65 років та старших.
Цивільне працевлаштоване населення становило 1074 особи. Основні галузі зайнятості: освіта, охорона здоров'я та соціальна допомога — 28,1 %, роздрібна торгівля — 18,7 %, мистецтво, розваги та відпочинок — 18,7 %.